# Egle falcata
Egle falcata är en tvåvingeart som beskrevs av Ackland och Griffiths 2003. Egle falcata ingår i släktet Egle och familjen blomsterflugor. Inga underarter finns listade i Catalogue of Life.